# IPad (piąta generacja)
iPad (iPad 5) – tablet opracowany i sprzedawany przez firmę Apple. Został zaprezentowany 21 marca 2017 roku, do sprzedaży zaś trafił 24 marca. Dostępny w trzech wersjach kolorystycznych: srebrny, złoty oraz gwiezdna szarość.

## Specyfikacja
Tablet wyposażony jest w wyświetlacz Retina o przekątnej 9,7 cala wykonany w technologii IPS. Jego rozdzielczość to 2048x1569 pikseli (gęstość 264 ppi), pokryty jest oleofobową powłoką. Pamięć wbudowana wynosi 32 GB, a urządzenie jest obsługiwane przez system operacyjny iOS 10. Wykorzystuje procesor Apple A9, taki sam, jak w iPhone 6s i 6s Plus. Aparat o rozdzielczości 8 Mpx oraz przedni o rozdzielczości 1,2 MPx. Podobnie jak w poprzednich wersjach, tego iPada również można nabyć w dwóch wersjach: Wi-Fi lub Wi-Fi+Cellular (wykorzystuje agregację pasm LTE). 